# Cornfields
Cornfields est une census-designated place du comté d'Apache, dans l'État de l'Arizona, aux États-Unis. En 2020, elle compte une population de 221 habitants.